# Trust Me (film, 1991)
Pour les articles homonymes, voir Trust.
Pour plus de détails, voir Fiche technique et Distribution.
Trust Me  (Trust) est un film américano-britannique de Hal Hartley, sorti en 1991.

## Synopsis
Trust Me raconte la curieuse rencontre de deux « inadaptés » dans une banlieue industrielle américaine. Maria Coughlin annonce à ses parents qu'elle est enceinte et a décidé de quitter le lycée. Dans la dispute qui suit, son père est foudroyé par une crise cardiaque. Sa mère l'expulse de la maison ; peu après son petit ami effrayé par son état décide de la quitter. Par hasard, elle fait la connaissance de Matthew Slaughter. Celui-ci est un génie de l'électronique incapable de garder un travail en raison de ses principes et de son attitude très agressive envers la hiérarchie. Se reconnaissant aussi perdus l'un que l'autre, ils décident de se faire confiance et de s'aider mutuellement. Leur complicité grandissante va être perturbée par un environnement hostile, et en particulier par la violence du père de Matthew et les manipulations de la mère de Maria.

## Fiche technique
- Titre original : Trust
- Titre français : Trust Me
- Réalisation : Hal Hartley
- Scénario : Hal Hartley
- Photographie : Michael Spiller
- Montage : Nick Gomez
- Musique : The Great Outdoors, Philip Reed
- Production : Hal Hartley et Bruce Weiss
- Sociétés de production :  Channel 4, Republic Pictures, True Fiction Pictures, Zenith Entertainment
- Pays de production :  États-Unis,  Royaume-Uni
- Format : couleur - 35 mm - 1,85:1 - son mono
- Genre : Comédie dramatique
- Durée : 107 minutes
- Dates de sortie : 
  - Canada : 9 septembre 1990 (Festival international du film de Toronto)
  - États-Unis : 26 juillet 1991
  - Royaume-Uni :  20 septembre 1991
  - France :  4 mars 1992

## Distribution
- Adrienne Shelly : Maria Coughlin
- Martin Donovan : Matthew Slaughter
- Merritt Nelson : Jean Coughlin
- John MacKay : Jim Slaughter
- Edie Falco : Peg Coughlin

## Distinctions
- Festival du film de Sundance 1991 : Prix du meilleur scénario
- Festival du cinéma américain de Deauville 1991 : Coup de cœur LTC
- Nommé au Grand Prix de l'Union de la critique de cinéma en 1993.
- Grand Prix 1992 de l'UPCB / UBFP - Union de la presse cinématographique belge

## Autour du film
Le film a été présenté en avant-première mondiale le  9 septembre 1990 au Festival international du film de Toronto.